# Артралгія
Артралгія (грец. αρθρω — суглоб + грец. αλγος — біль) — біль у суглобі різної етіології без набряку або інших симптомів артрита. Артралгія є поширеним симптомом багатьох хвороб та розладів.
Артралгія може бути зумовлена органічними (запальними, дистрофічними) змінами в суглобі та навколишніх м'яких тканинах, функціональними нейросудинними порушеннями.
Артралгія проявляється при хворобах суглобового апарата (артрит, артроз, захворювання м'яких періартикулярних тканин) та при інших патологічних процесах (алергічний синдром, інфекційні захворювання, хворобах крові, нервової, ендокринної систем тощо).
Артралгія може бути спонтанною та зумовленою рухом, локалізованою в 1–2 суглобах або у багатьох суглобах (поліартралгія).

## Патогенез
При запальних процесах у суглобах поява болю пов'язана з порушенням тканинного метаболізму і накопиченням у синовіальній оболонці та періартикулярних тканинах продуктів, що подразнюють чутливі рецепторні закінчення.
При дистрофічних захворюваннях суглобів виникнення відчуття болю зумовлене головним чином механічним подразненням синовіальної оболонки остеофітами, їх уламками, фрагментами некротизованого хряща.
У патогенезі больового синдрому при функціональних артралгіях (при вегетативно-судинній дистонії, психогенному ревматизмі, артралгії, пов'язаній з метеорологічними коливаннями) відіграє велику роль судинний компонент (порушення кровопостачання суглоба) і надчутливість (гіперальгезія) рецепторної системи в ділянці суглобів.

## Діагностика
З'ясування характеру болю у суглобах має велике діагностичне і диференційно-діагностичне значення.
Для інфекційно-алергічних поліартритів характерний постійний спонтанний біль різної інтенсивності, що підсилюється при тривалій нерухомості суглоба (пізно вночі, вранці) і примушує хворого рухатися, щоб полегшити його — «запальний» тип болю.
При дистрофічних захворюваннях суглобів (остеоартрозі) інтенсивність болю у суглобі зазвичай невелика або помірна; біль з'являється при статичному і механічному навантаженні, при рухах, підсилюється до кінця дня і зникає вночі у стані спокою — «механічний» тип болю.
Функціональна артралгія має, як правило, невизначений ритм, різну інтенсивність, може підсилюватися при психоемоційному напруженні, зникати під час сну, супроводжуватися вазомоторними розладами, парестезією. При застосуванні протизапальних препаратів і фізіотерапії артралгії цього роду не зникають, а лише незначно зменшується їх вираженість, однак при застосуванні седативних засобів, при зміні умов праці й побуту біль можна усунути.
Артралгії диференціють з неврологічними больовими синдромами (радикулярний, нейропатичний, табетичний біль тощо).

## Лікування
Терапія спрямована на лікування основного захворювання.